# Jeremy Davies
Jeremy Davies (født 8. oktober 1969) er en amerikansk skuespiller.
Han har blandt andet medvirket som fysikeren Daniel Faraday i hit-serien Lost.

## Udvalgt filmografi

### Film
| År   | Titel                     | Rolle                |
| ---- | ------------------------- | -------------------- |
| 1992 | Guncrazy                  | Bill                 |
| 1994 | Spanking the Monkey       | Ray Aibelli          |
| 1996 | Twister                   | Laurence             |
| 1998 | Saving Private Ryan       | Kp. Timothy P. Upham |
| 2002 | Secretary                 | Peter                |
| 2002 | Searching for Paradise    | Adam                 |
| 2002 | Solaris                   | Snow                 |
| 2003 | Dogville                  | Bill Henson          |
| 2005 | Manderlay                 | Niels                |
| 2007 | Rescue Dawn               | Gene                 |
| 2018 | The House That Jack Built | Al                   |

### Tv-serier
| År      | Titel             | Rolle            | Note                                    |
| ------- | ----------------- | ---------------- | --------------------------------------- |
| 1991    | Drøm videre       | Overfaldsmand #3 | Sæson 2, afsnit 6                       |
| 1992    | Mine glade 60'ere | Eddie Horvath    | Sæson 5, afsnit 20 og sæson 6, afsnit 4 |
| 1992    | Melrose Place     | Pete Stoller     | Sæson 1, afsnit 16                      |
| 2008–10 | Lost              | Daniel Faraday   | 23 afsnit                               |
| 2011–   | Justified         | Dickie Bennett   | 20 afsnit                               |
| 2014-   | Hannibal          | Peter Bernardone | Sæson 2, afsnit 8 og 9                  |
| 2014-15 | Constantine       | Ritchie Simpson  | Sæson 1, afsnit 1 og 11                 |